# 肥田神社

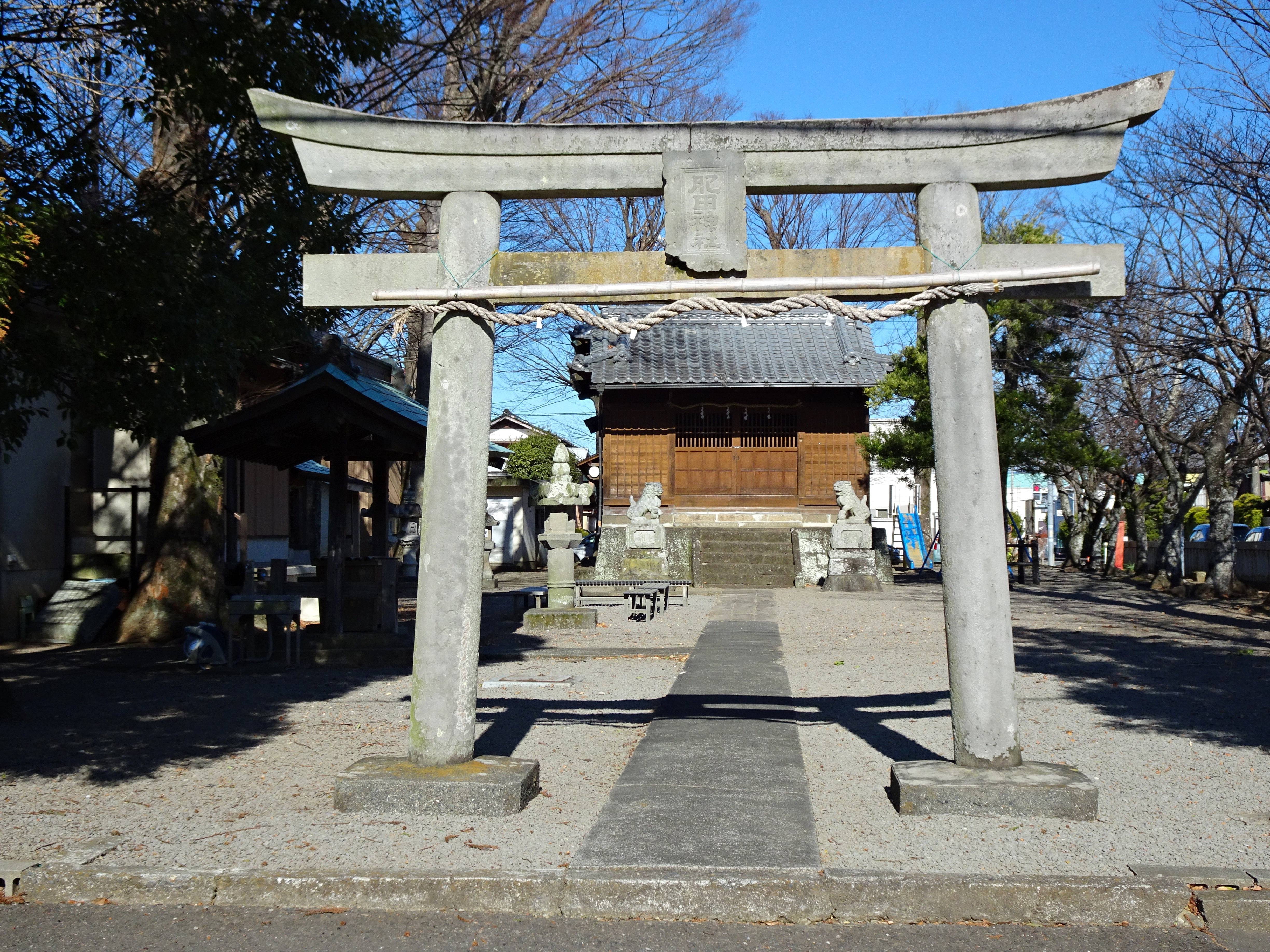
鳥居と拝殿

肥田神社（ひたじんじゃ）は、静岡県田方郡函南町肥田地区に鎮座する神社。

## 由緒
肥田神社は、1911年（明治44年）に、村社であった皇后神社を同じく村社でもあった若宮神社と合祀し、神社名を肥田神社と改称したのが、現在の肥田神社である。

### 若宮神社
祭神は、肥田王子(ひた王子)である。創建年月不明。例祭日は10月15日であり、元々若宮八幡宮と称していたが、1873年（明治6年）に、若宮神社と改称したものである。
現在の肥田神社境内に鎮座しているが、元々は蛇ヶ橋上に鎮座したものであり、後明應中時代(1492年～1500年)に現在の場所に移転している。

### 皇后神社
祭神は、氣長足姫命である。創建年月不明。例祭日は1月15日であり、元々皇后宮と称していたが、1873年（明治6年）に、皇后神社と改称したものである。